# John Greenwell
Pas d'image ? Cliquez ici

b Matchs officiels uniquement.
John Greenwell, né le 10 août 1864 à Tynemouth (Angleterre) et mort le 22 novembre 1943 dans le comté de Northumberland (Angleterre), est un joueur international anglais de rugby à XV anglais évoluant au poste d'avant.

## Biographie
John Greenwell dispute deux test matchs avec l'équipe d'Angleterre dans le cadre du Tournoi britannique 1893. Il joue le match contre le pays de Galles et l'Irlande.